# Amaliapolder
De Amaliapolder (ook, foutief: Ameliapolder) is een polder ten noordoosten van IJzendijke, behorende tot de Polders rond Biervliet, in de Nederlandse provincie Zeeland. 
De polder werd ingedijkt in 1638 door landmeter Pieter Gilissen in opdracht van Pieter Rombouts. De polder is vernoemd naar Amalia van Solms en heeft een oppervlakte van 372 ha.
In of aan de rand van de polder liggen de buurtschappen: Driewegen, Nieuwlandse Molen en Nieuwland. Voorts is er een boerderij met de naam:  't Oude Tolhuis. De gemeentegrens tussen Sluis en Terneuzen loopt dwars door de polder.
De polder wordt omsloten door de Driewegenweg, de Hoofdplaatse Weg, de IJzendijkse Weg en de Schorerweg. Waar de laatste op de Driewegenweg uitkomt, bevindt zich Schorersgraf.